# WrestlePalooza
1. REDIRECIONAMENTO Wrestlepalooza